# 小花火绒草
小花火绒草（学名：Leontopodium micranthum）为菊科火绒草属的植物，为中国的特有植物。分布于中国大陆的四川等地，生长于海拔4,000米的地区，常生长在高山草地，目前尚未由人工引种栽培。